# Arne Engels
Arne Engels (* 8. září 2003) je belgický profesionální fotbalista, který hraje na pozici záložníka za skotský klub Celtic FC a belgický národní tým.

## Klubová kariéra

### Club NXT
Engels začal svou kariéru v mládežnické akademii Clubu Bruggy. Dne 22. srpna 2020 Engels debutoval za rezervní tým Brugg, Club NXT v Challenger Pro League v zápase proti Racingu Molenbeek, který Club NXT prohrál 0:2.

### Augsburg
Dne 3. ledna 2023 podepsal Engels smlouvu s bundesligovým klubem FC Augsburg na čtyři a půl roku.

### Celtic
Dne 30. srpna 2024 podepsal Engels čtyřletou smlouvu se skotským týmem Celtic. Dne 1. září 2024 za klub debutoval, když v 62. minutě při výhře 3:0 nad rivalem Rangers nahradil Paula Bernarda.

## Reprezentační kariéra
Engels debutoval za belgickou reprezentaci 6. září 2024 v zápase Ligy národů proti Izraeli na stadionu Nagyerdei v Maďarsku. V 74. minutě při vítězství Belgie 3:1 vystřídal Youriho Tielemanse.

## Statistiky

### Klubové
Platí k zápasu hranému 10. listopadu 2024.
| Klub              | Sezóna            | Liga                  | Liga   | Liga | Národní pohár | Národní pohár | Ligový pohár | Ligový pohár | Kontinentální | Kontinentální | Celkově | Celkově |
| Klub              | Sezóna            | Soutěž                | Zápasy | Góly | Zápasy        | Góly          | Zápasy       | Góly         | Zápasy        | Góly          | Zápasy  | Góly    |
| ----------------- | ----------------- | --------------------- | ------ | ---- | ------------- | ------------- | ------------ | ------------ | ------------- | ------------- | ------- | ------- |
| Club NXT          | 2020/21           | Challenger Pro League | 20     | 1    | —             | —             | —            | —            | —             | —             | 20      | 1       |
| Club NXT          | 2021/22           | Challenger Pro League | 0      | 0    | —             | —             | —            | —            | —             | —             | 0       | 0       |
| Club NXT          | 2022/23           | Challenger Pro League | 15     | 2    | —             | —             | —            | —            | —             | —             | 15      | 2       |
| Club NXT          | Celkově           | Celkově               | 35     | 3    | —             | —             | —            | —            | —             | —             | 35      | 3       |
| FC Augsburg       | 2022/23           | Bundesliga            | 18     | 0    | 0             | 0             | —            | —            | —             | —             | 18      | 0       |
| FC Augsburg       | 2023/24           | Bundesliga            | 32     | 3    | 1             | 0             | —            | —            | —             | —             | 33      | 3       |
| FC Augsburg       | 2024/25           | Bundesliga            | 1      | 0    | 1             | 0             | —            | —            | —             | —             | 2       | 0       |
| FC Augsburg       | Celkově           | Celkově               | 51     | 3    | 2             | 0             | —            | —            | —             | —             | 53      | 3       |
| Celtic FC         | 2024/25           | Scottish Premiership  | 8      | 2    | 0             | 0             | 2            | 0            | 4             | 1             | 14      | 3       |
| Celkově v kariéře | Celkově v kariéře | Celkově v kariéře     | 95     | 9    | 2             | 0             | 2            | 0            | 4             | 1             | 102     | 9       |

### Reprezentační
Platí k zápasu hranému 17. listopadu 2024.
| Národní tým | Rok     | Zápasy | Góly |
| ----------- | ------- | ------ | ---- |
| Belgie      | 2024    | 4      | 0    |
| Celkově     | Celkově | 4      | 0    |